# Tschechischer Staatspreis für Literatur
Der Tschechische Staatspreis für Literatur (Státní cena za literaturu) wird jährlich vom Kulturministerium der Tschechischen Republik für ein neu erschienenes Werk der tschechischen Literatur oder für das bisherige Schaffen eines Autors verliehen. Er wurde 1995 auf Betreiben von Kulturminister Pavel Tigrid eingerichtet und knüpft an eine gleichnamige Auszeichnung an, die 1920 gestiftet und 1948 nach der kommunistischen Machtübernahme eingestellt worden war. Der Preis ist mit 300 000 Kronen dotiert.

## Laureaten
- 2023 – Jiří Kratochvil
- 2022 – Kateřina Tučková
- 2021 – Miloslav Topinka
- 2020 – Michal Ajvaz[1]
- 2019 – Karol Sidon[2]
- 2018 – nicht vergeben (der vorgesehene Preisträger Jiří Hájíček lehnte die Annahme ab[3])
- 2017 – Jáchym Topol, Roman Citlivý člověk
- 2016 – Petr Král, Vlastizrady
- 2015 – Pavel Šrut
- 2014 – Patrik Ouředník
- 2013 – Petr Hruška, Darmata
- 2012 – Ivan Wernisch
- 2011 – Daniela Hodrová, Roman Vyvolávání
- 2010 – Antonín Bajaja, Roman Na krásné modré Dřevnici
- 2009 – Zdeněk Rotrekl
- 2008 – Ludvík Vaculík Hodiny klavíru
- 2007 – Milan Kundera, Roman Nesnesitelná lehkost bytí
- 2006 – Vladimír Körner, Gesamtausgabe Spisy Vladimíra Körnera
- 2005 – Edgar Dutka, Slečno, ras přichází
- 2004 – Pavel Brycz, Patriarchátu dávno zašlá sláva
- 2003 – Petr Kabeš, Těžítka, ta těžítka
- 2002 – Květa Legátová, Želary
- 2001 – Věroslav Mertl, Hřbitov snů
- 2000 – Karel Šiktanc, Šarlat
- 1999 – Josef Škvorecký dosavadní rozsáhlou a významnou tvorbu
- 1998 – Vladimír Macura, Guvernantka a Český sen
- 1997 – Milan Jankovič, Kapitoly z poetiky Bohumila Hrabala
- 1996 – Emil Juliš, Nevyhnutelnosti
- 1995 – Ivan Diviš, Teorie spolehlivosti